# Rudolph Fentz
Rudolph Fentz é um personagem da história de ficção-científica "I'm Scared" (1952) escrita por Jack Finney. A história foi depois divulgada como lenda urbana na década de 1970 propagando-se mais a partir da década de 1990 com a internet, e tem sido relatada como uma reprodução de fatos e apresentada como evidência para a existência da viagem no tempo.
Essencialmente, a lenda conta que em Nova Iorque em 1950, um homem vestindo roupas do Século XIX foi morto após ser atropelado por um carro. A investigação posterior revelou que o homem tinha desaparecido sem deixar rastros em 1876. Os seus pertences pareciam revelar que o homem tinha viajado através do tempo de 1876 até 1950. 

## A representação
O caso de Fentz é composto dos seguintes elementos:
Uma noite, em meados de junho de 1950, por volta de 23:15, passantes na Times Square em Nova Iorque notaram um homem de cerca de 30 anos, vestido na moda do século 19. Ninguém viu como ele chegou lá, e ele estava desorientado e confuso em pé no meio de um cruzamento, atropelado por um táxi e mortalmente ferido, antes que as pessoas pudessem intervir.
Os funcionários do necrotério procuraram em seu corpo e descobriram os seguintes itens nos bolsos:
- Cerca de 70 dólares em notas antigas

- Cartões de visita com o nome de Rudolph Fentz e um endereço na Quinta Avenida

- Uma carta enviada para este endereço, em junho de 1876 da Filadélfia
- Chapa de Identificaçao
- Um Relógio de Bolso
- Um Maço de Cigarros

Nenhum desses objetos mostrava quaisquer sinais de envelhecimento.
Capitão Hubert V. Rihm do Departamento de Desaparecidos da NYPD tentou usar essas informações para identificar o homem. Ele descobriu que o endereço na Quinta Avenida era parte de um negócio, seu atual proprietário não conhecia Rudolph Fentz. O nome de Fentz não estava listado no catálogo de endereços, suas impressões digitais não foram registradas em lugar algum, e ninguém havia relatado seu desaparecimento.
Rihm continuou a investigação e, finalmente, encontrou um Rudolph Fentz Jr. em uma lista telefônica de 1939. Rihm falou com os moradores do prédio de apartamentos no endereço indicado, que se lembravam de Fentz e o descreveram como um homem de cerca de 60 anos que havia trabalhado nas proximidades. Após sua aposentadoria, ele se mudou para um local desconhecido em 1940.
Contatando o banco, Rihm foi informado que Fentz morreu cinco anos antes, mas sua viúva ainda estava viva, morando na Flórida. Rihm entrou em contato com ela e soube que o pai de seu marido havia desaparecido em 1876, com 29 anos. Ele havia saído de casa para um passeio noturno e nunca mais retornou. Todos os esforços para localizá-lo foram em vão e nenhum vestígio dele permaneceu.
Capitão Rihm verificou os arquivos de pessoas desaparecidas com o nome Rudolph Fentz em 1876. A descrição de sua aparência, idade e vestuário correspondeu precisamente a aparência do homem não identificado morto na Times Square. O caso foi ainda marcado como sem solução. Temendo ser considerado como mentalmente incompetente, Rihm nunca tomou nota dos resultados de sua investigação nos arquivos oficiais.